# Rombicosidodecaedro tridisminuido
En geometría, el rombicosidodecaedro tridisminuido es uno de los sólidos de Johnson (J83).
Puede construirse a partir de un rombicosidodecaedro, quitándole tres cúpulas pentagonales.
Algunos sólidos de Johnson relacionados con este son:
1. J76: rombicosidodecaedro disminuido, al que se ha quitado una cúpula,
2. J80: rombicosidodecaedro parabidisminuido, al que se han quitado dos cúpulas opuestas, y
3. J81: rombicosidodecaedro metabidisminuido, al que se han quitado dos cúpulas no opuestas.

Los 92 sólidos de Johnson fueron nombrados y descritos por Norman Johnson en 1966.